# Chenin Blanc

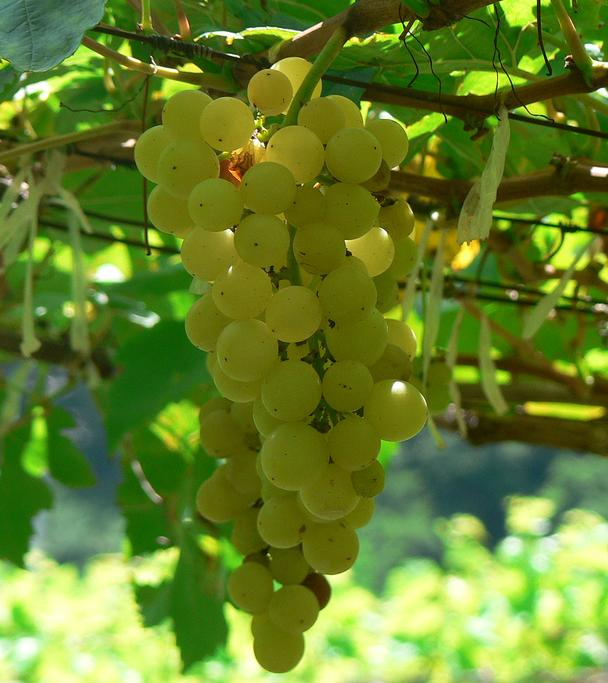
Chenin Blanc-druif

De Chenin Blanc is een witte druif die wordt gebruikt voor het maken van droge, zoete maar ook mousserende witte wijnen. De druif komt oorspronkelijk uit de Loirestreek en is gevoelig voor edelrot door de schimmel Botrytis cinerea.

## Kenmerken
De smaak van de verkregen wijn is fris met tonen van gras en groene appels en heeft wat weg van de Sauvignon Blanc. De Chenin Blanc bevat relatief veel zuren wat haar kracht geeft en daardoor enkele jaren mag rijpen.

## Gebieden
Het aantal hectares waar deze druif in Frankrijk wordt verbouwd loopt sterk terug en bedroeg nog maar een kleine 10.000 in 2008. Het concentreert zich in het departement Maine-et-Loire rondom de steden Angers en Tours.
Bekend zijn de mousserende crémant de Loire, vouvray en saumur. En niet op de laatste plaats de zoete wijnen van Vouvray, Montlouis, Bonnezeaux en Quarts de Chaume met hun hoge suikergehalte en een perfect tegenwicht door een hoge zuurgraad.
Landen waar deze druif verder voorkomt, zijn de staten Californië en Washington in de Verenigde Staten, Chili, Argentinië, Nieuw-Zeeland en bovenal Zuid-Afrika. Deze laatste produceert verreweg het meeste (namelijk ruim 20.000 hectare) en deze druif is daar bekend onder de naam "Steen".

## Synoniemen[1]
- Agudelo
- Agudillo
- Anjou
- Blamancep
- Blanc d'Anjou
- Blanc d'Aunis
- Blanc Emery
- Blanco Legitimo
- Bon Blanc
- Canton
- Capbreton Blanc
- Chenen Belyi
- Chenin
- Chenin Bijjeli
- Confort
- Coue Fort
- Cruchinet
- Cugnette
- Feher Chenin
- Franc Blanc
- Franche
- Gamay Blanc
- Gout Fort
- Gros Chenin
- Gros Pineau de Vouvray
- Luarskoe
- Mancais Blanc
- Pera
- Pineau Blanc
- Pineau d'Anjou
- Pineau de Briollay
- Pineau de la Loire
- Pineau de Savennieres
- Pineau de Vouvray
- Pineau Gros
- Pineau Gros de Vouvray
- Pineau Nantais
- Pineau Vert
- Pinet d'Anjou
- Pinot Blanco
- Pinot d'Anjou
- Pinot de la Loire
- Plant d'Anjou
- Plant de Breze
- Plant de Clair de Lune
- Plant de Maille
- Plant de Salces
- Plant de Salles
- Plant du Clair de Lune
- Plant Vole
- Pointu de Savennieres
- Que Fort
- Quefort
- Rajoulain
- Rajoulin
- Ronchalin
- Rouchalin
- Rouchelin
- Rougelin
- Rousselin
- Rouxalin
- Rouzoulenc
- Senin
- Steen
- Stein
- Tête de Crabe
- Tite de Crabe
- Ugne Lombarde
- Vallblaar Stein
- Verdurant
- White Pinot